# Mirren Mack
Mirren Mack (* 8. Dezember 1997 in Stirling, Schottland) ist eine schottische Schauspielerin und Tänzerin.

## Leben
Mack wurde am 8. Dezember 1997 in Stirling als Tochter des Schauspielers Billy Mack und der Schauspiellehrerin Callan Mack geboren. Sie hat eine jüngere Schwester, Molly Mack, die ebenfalls als Schauspielerin tätig ist. Gemeinsam mit ihr tanzte sie anlässlich der Commonwealth Games 2014. Sie besuchte die Riverside Primary School und anschließend die Wallace High School in ihrer Geburtsstadt. Mack besuchte eine Tanzschule eines Scotland Musical Theatre, ehe sie sich der Guildhall School of Music and Drama in London anschloss, wo sie den Bachelor of Arts in Schauspiel erlangte.
Ihre ersten Schritte als Schauspielerin machte Mack im Stück Bat Boy in der Rolle der Mayor Maggie. Ihr Filmdebüt gab sie ab 2020 im Netflix Original Sex Education in der Rolle der asexuellen Schülerin Florence. Im selben Jahr war sie in fünf Episoden der Miniserie The Nest in der Rolle der Kaya zu sehen. Im Folgejahr hatte sie eine Rolle im Kurzfilm Ladybaby inne und verkörperte außerdem in zwei Episoden der Fernsehserie Dalgliesh die Rolle der Maggie Hewson. Ab August 2021 begannen die Dreharbeiten zur Miniserie The Witcher: Blood Origin, in der sie als Prinzessin Merwyn zu sehen ist. Im März 2022 erschien der Kurzfilm Blood Rites, in dem sie eine der Hauptrollen darstellen durfte.

## Filmografie (Auswahl)
- 2020: Sex Education (Fernsehserie, 3 Episoden)
- 2020: The Nest (Miniserie, 5 Episoden)
- 2021: Ladybaby (Kurzfilm)
- 2021: Dalgliesh (Fernsehserie, 2 Episoden)
- 2022: Blood Rites (Kurzfilm)
- 2022: Mudlarks (Kurzfilm)
- 2022: The Painter & The Poet (Kurzfilm)
- 2022: The Witcher: Blood Origin (Miniserie, 4 Episoden)
- 2024: Mary & George (Miniserie)
- 2025: Miss Austen (Miniserie)